# Marie-Hélène Dozo
Pour les articles homonymes, voir Dozo.
Marie-Hélène Dozo est une monteuse belge, qui a notamment collaboré avec les frères Dardenne depuis le début de leur carrière. 

## Biographie
Marie-Hélène Dozo vit à Bruxelles (Schaerbeek). Elle dirige le montage des films des frères Dardenne depuis La Promesse, a travaillé pour plusieurs films américains et compte parmi les membres de l'Academy of Motion Picture Arts and Sciences depuis 2016.

## Filmographie
- 1989 : La mina
- 1992 : Camion
- 1992 : Les Sept Péchés capitaux
- 1996 : La Promesse
- 1997 : Gigi, Monica... et Bianca (documentaire)
- 1999 : Rosetta
- 2000 : La Devinière (documentaire)
- 2000 : Les Blessures assassines de Jean-Pierre Denis
- 2001 : En la puta vida (en)
- 2002 : Le Fils
- 2002 : Premier amour (court métrage)
- 2002 : Une part du ciel
- 2003 : Des plumes dans la tête
- 2004 : Les Suspects
- 2005 : Aguaviva: El abrazo de la tierra (documentaire)
- 2005 : Clejani (documentaire)
- 2005 : La Petite Chartreuse de Jean-Pierre Denis
- 2005 : L'Enfant des frères Dardenne
- 2006 : Saison sèche (Daratt) de Mahamat Saleh Haroun
- 2007 : Chacun son cinéma ou Ce petit coup au cœur quand la lumière s'éteint et que le film commence (segment "Dans l'Obscurité")
- 2008 : De wieg van het pissend Ketje (documentaire)
- 2008 : Le Silence de Lorna des frères Dardenne
- 2008 : Sexe, gombo et beurre salé (téléfilm)
- 2009 : My Queen Karo
- 2009 : Zindeeq
- 2010 : Le Fossé
- 2010 : Un homme qui crie
- 2010 : Jiabiangou
- 2011 : Le Gamin au vélo
- 2011 : The Passage (Marfa Red)
- 2012 : Kinshasa Kids
- 2012 : Low Tide
- 2012 : Shadow of the Stone (court métrage)
- 2013 : Diego Star de Frédérick Pelletier
- 2013 : Gimme Shelter de Ron Krauss
- 2013 : GriGris de Mahamat Saleh Haroun
- 2013 : Le Cœur battant (Stop the Pounding Heart)
- 2014 : L'Éclat furtif de l'ombre
- 2014 : Deux jours, une nuit des frères Dardenne
- 2014 : Iranien
- 2015 : The Diary of a Teenage Girl de Marielle Heller
- 2015 : The Other Side
- 2016 : Wrong Elements
- 2016 : La Fille inconnue des frères Dardenne
- 2016 : Il nido de Klaudia Reynicke
- 2017 : Une saison en France de Mahamat Saleh Haroun
- 2018 : Boundaries
- 2018 : Rosie & Moussa  de Dorothée Van Den Berghe
- 2018 : Sembra mio figlio
- 2019 : By the Name of Tania (Sous le nom de Tania), documentaire de Mary Jimenez et Bénédicte Liénard
- 2019 : Dieu existe, son nom est Petrunya
- 2019 : Le Jeune Ahmed des frères Dardenne
- 2021 : Lingui, les liens sacrés de Mahamat Saleh Haroun
- 2021 : Haut et Fort de Nabil Ayouch
- 2021 : Les Intranquilles de Joachim Lafosse
- 2021 : Clara Sola de Nathalie Álvarez Mesén
- 2024 : Les Damnés de Roberto Minervini
- 2025 : Jeunes Mères de Jean-Pierre et Luc Dardenne
- 2025 : L'Été de Jahia d'Olivier Meys

## Distinction

### Récompenses
- Magritte 2014 : meilleur montage pour Kinshasa Kids

### Nominations
- Magritte 2012 : meilleur montage pour Le Gamin au vélo
- Magritte 2015 : meilleur montage pour Deux jours, une nuit
- Magritte 2022 : meilleur montage pour Les Intranquilles